# Arabela se vrací aneb Rumburak králem Říše pohádek
Arabela se vrací aneb Rumburak králem Říše pohádek je pohádkový seriál z roku 1993, pokračování pohádkového seriálu Arabela z roku 1980.

## Obsazení
| Jméno herce             | Role             | Popis                                                                            |
| ----------------------- | ---------------- | -------------------------------------------------------------------------------- |
| Alena Karešová          | Vypravěčka       |                                                                                  |
| Jiří Lábus              | Rumburak         | Čaroděj II. kategorie, chce ovládnout říši pohádek, lidí a zvířat                |
| Miroslava Šafránková    | Arabela Majerová | Princezna, dcera krále Hyacinta, manželka Petra Majera                           |
| Vladimír Dlouhý         | Petr Majer       | Manžel Arabely, technik                                                          |
| Marián Labuda           | Pan Papp         | Král hraček                                                                      |
| Dagmar Patrasová        | Xénie            | Sestra Arabely                                                                   |
| Matouš Soukenka         | princ Fredy      | Syn Xénie                                                                        |
| Oldřich Vízner          | Vilibald         | Manžel Xénie, Rumburak ho proměnil ve vítr                                       |
| Jana Andresíková        | Paní Černá       | Čarodějnice, pomocnice Rumburaka                                                 |
| Jana Brejchová          | královna         | královna říše pohádek matka Arabely a Xénie                                      |
| Vlastimil Brodský       | Král Hyacint     | král říše pohádek otec Arabely a Xénie                                           |
| Jaroslava Kretschmerová | Roxana           | Pasačka ovcí, později pomocnice Rumburaka                                        |
| Ondřej Kepka            | Honzík Majer     | Bratr Petra Majera, student, vydal se s Mařenkou na Pultanelu pro červené jablko |
| Hana Igonda Ševčíková   | Mařenka          | Kamarádka Honzy Majera, vydala se s ním na Pultanelu pro červené jablko          |
| Petr Nárožný            | Karel Majer      | Syn Petra a Arabely, Dvojče Hyacinta                                             |
| Pavel Zedníček          | Hyacint Majer    | Syn Petra a Arabely, Dvojče Karla                                                |
| Jiří Sovák              | Theophil Vigo    | vrchní čaroděj                                                                   |
| Pavel Nový              | Fantomas         | Vládce říše pohádek pro dospělé, Rumburak ho proměnil v kuličku                  |
| Stella Zázvorková       | Babička Majerová | Matka Petra a Honzy Majerových                                                   |
| Jana Kimlová            | Natálka          | Dcera pana Pappa, kamarádky Karla a Hyacinta                                     |
| Luděk Sobota            | Baltus           | sluha                                                                            |
| Iva Janžurová           | Paní Mülerová    | Učitelka klavíru, manželka Blekoty                                               |
| Jiří Sedláček           | Obr Balibul      | Obr vegetarián                                                                   |

## Seznam dílů
| Epizoda | Název dílu                     | Premiéra          | Krátký popis                                                                                 |
| ------- | ------------------------------ | ----------------- | -------------------------------------------------------------------------------------------- |
| 1       | Pomoc, za kopcem je obr!       | 24. prosince 1993 | Arabela a Petr po deseti letech.                                                             |
| 2       | Osudná věštba                  | 25. prosince 1993 | V Říši pohádek řádí obr - vegetarián.                                                        |
| 3       | Rumburak letí na Pultanelu     | 26. prosince 1993 | Honzík a Mařenka opět v Říši pohádek.                                                        |
| 4       | Arafon                         | 27. prosince 1993 | Rumburak míří na ostrov Pultanela.                                                           |
| 5       | Rumburak v jablečném sadu      | 28. prosince 1993 | Arabela je spokojená, čeká děťátko.                                                          |
| 6       | Osudné jablko                  | 29. prosince 1993 | Co se stane, když Arabela sní jablko z Pultanely?                                            |
| 7       | Věštba se plní                 | 30. prosince 1993 | Arabele se narodí dvojčata, ale proč je tak smutná?                                          |
| 8       | Tatínku, máte dvojčátka!       | 31. prosince 1993 | Synové Karel a Hyacint se mají k světu.                                                      |
| 9       | Past na Roxanu                 | 1. ledna 1994     | Kdo se stane poslední obrovou obětí?                                                         |
| 10      | Studijní cesta do Říše pohádek | 2. ledna 1994     | Pomůže Mařence kouzelný džin a tři přání?                                                    |
| 11      | Mařenka a obr                  | 7. ledna 1994     | Roxana se promění v kozu a pan Papp je z toho velice smutný.                                 |
| 12      | Roxana znovu na pastvě         | 14. ledna 1994    | Honzík s Mařenkou míří na Pultanelu.                                                         |
| 13      | Petrova šance                  | 21. ledna 1994    | Ožení se Rumburak ve Fantomasově podobě s Xenií?                                             |
| 14      | Podvodný sňatek                | 28. ledna 1994    | Dostane Rumburak královskou korunu?                                                          |
| 15      | Král bez poddaných             | 4. února 1994     | Natálka a vousatá dvojčata se zmocní Fantomasova kufříku.                                    |
| 16      | Trojlístek zahajuje boj        | 11. února 1994    | Rumburak už na všechno sám nestačí.                                                          |
| 17      | Rumburak č. 2                  | 18. února 1994    | Copak to tentokrát vypěstoval strýček Pompo na své zahrádce?                                 |
| 18      | Falešný pan Papp               | 25. února 1994    | Najde Rumburak kouzelný kufřík?                                                              |
| 19      | Trojlístek opět pohromadě      | 4. března 1994    | Kam zmizela dvojčata?                                                                        |
| 20      | Mařenka pod šibenicí           | 11. března 1994   | Rumburak získal Říši pohádek a hodlá dobýt i říši lidí.                                      |
| 21      | Rumburak vládcem Pultanely     | 18. března 1994   | Z Říše pohádek se chystá úderná četa proti Rumburakovi.                                      |
| 22      | Kufřík v rukou zloducha        | 25. března 1994   | Rumburakovi se všechno daří - ale dočkejme času!                                             |
| 23      | Zápas o Pultanelu              | 1. dubna 1994     | Rumburakův dvojník sní jablko a zmizí.                                                       |
| 24      | Výlet někam jinam              | 8. dubna 1994     | Mraky nad zlopověstným čarodějem se stahují.                                                 |
| 25      | Rumburak kontra Fantomas       | 15. dubna 1994    | Fantomas zničí Rumburaka,ale strýček Pompo ho možná znovu zasadí.                            |
| 26      | Pan děkan mění názor           | 22. dubna 1994    | Rumburak se změní v havrana a Arabela s Petrem se konečně mohou těšit ze svých dvou miminek. |